# Žena koja plače
Žena koja plače (Dora) je slika Pabla Picassa nastala 1937. godine

## O slici
U listopadu 1937. godine Picasso crta sliku "Žena koja plače". Patnja kao aktualna tema umjetničkog djela sažeta je u prikazu jednog jedinog lika promatranog iz neposredne blizine. Na prvi pogled slikom dominiraju brojni, čisto slikarski elementi: šarena pozadina, žena na slici ima moderan ljetni šešir, lice joj je prikazano istodobno en face i iz profila, metodom koja nam je već otprije poznata. Ali, kako god na nju gledali, središte slike zauzima rupčić koji je metafora patnje. Žena ga u svojem očaju steže zubima i kao da ga grize, dok na njega pada kiša nezaustavljivih suza iz njezinih očiju. Čini se kao da će se i ženini nokti pretvoriti u suze u trenutku kad se smoče. Rupčić joj kao veo skriva usta istodobno otkrivajući jezu njezine boli. Odnos ženina lica i rupčića sažima cijelu tragediju njezine patnje. Ovaj put kao da je Picasso otišao predaleko sa svojim ambicijama. Najvažniji element njegovih kubističkih djela, primjerice, bio je kontrast između svagdašnje teme i razorene forme kojom se priopćuje. Sad je razaranje udvostručeno. Razorena forma, karakteristika Picassova djela, sad nosi i ideju razaranja, fragmentacije i zbrke. Ovaj postupak možemo nazvati tautološkim, on će obilježiti više slika koje Picasso stvara u to doba.